# Комняцкий, Франтишек
Фра́нтишек Ко́мняцкий (чеш. František Komňacký; род. 15 ноября 1951, Желетице) — чехословацкий и чешский футбольный тренер.
Играл в футбол на любительском уровне в Чехии, а также в СССР, в Волгограде, во время учёбы в педагогическом ВУЗе. По специальности — преподаватель физической культуры и русского языка.
В начале тренерской карьеры в 80-х прошёл со скромным клубом «Петра» Дрновице путь из четвёртого дивизиона в первый. В дальнейшем ещё с двумя чешскими клубами завоёвывал путёвки в первый дивизион Чехии.
В 2003 году привёл словацкий клуб «Матадор» Пухов к победе в Кубке Словакии. Через год выиграл чемпионат Чехии вместе с «Баником» из Остравы. Весной 2006 г. сделал «золотой дубль» (победа в чемпионате и Кубке) со словацким клубом «Ружомберок».
С 14 февраля по октябрь 2007 года являлся главным тренером российского футбольного клуба СКА (Ростов-на-Дону), выступавшего в Первом дивизионе. По окончании сезона вернулся в Чехию, где возглавил клуб «Яблонец 97».

## Достижения
- Чемпион Чехии: 2003/04
- Чемпион Словакии: 2005/06
- Обладатель Кубка Словакии: 2002/03, 2005/06